# 新帕爾茨 (紐約州村)
新帕爾茨（英語：New Paltz）是位於美國紐約州阿爾斯特縣的村。

## 人口
根據2020年美國人口普查的數據，新帕爾茨的面積為4.66平方千米，當中陸地面積為4.56平方千米，而水域面積為0.10平方千米。當地共有人口7324人，而人口密度為每平方千米1,572人。